# Гринвіч Тауншип (округ Беркс, Пенсільванія)
Гринвіч Тауншип (англ. Greenwich Township) — селище (англ. township) в США, в окрузі Беркс штату Пенсільванія. Населення — 3428 осіб (2020).

## Демографія
Згідно з переписом 2010 року, у селищі мешкало 3725 осіб у 1438 домогосподарствах у складі 1081 родини. Було 1539 помешкань
Расовий склад населення:
| - 96,9 % — білих - 1,0 % — чорних або афроамериканців - 0,5 % — азіатів - 0,2 % — корінних американців |

До двох чи більше рас належало 0,9 %. Частка іспаномовних становила 2,6 % від усіх жителів.
За віковим діапазоном населення розподілялося таким чином: 21,1 % — особи молодші 18 років, 65,6 % — особи у віці 18—64 років, 13,3 % — особи у віці 65 років та старші. Медіана віку мешканця становила 44,9 року. На 100 осіб жіночої статі у селищі припадало 102,0 чоловіків;  на 100 жінок у віці від 18 років та старших — 103,5 чоловіків також старших 18 років.
Середній дохід на одне домашнє господарство  становив 68 281 долар США (медіана — 60 145), а середній дохід на одну сім'ю — 83 450 доларів (медіана — 77 188). За межею бідності перебувало 6,8 % осіб, у тому числі 12,4 % дітей у віці до 18 років та 0,0 % осіб у віці 65 років та старших.
Цивільне працевлаштоване населення становило 1949 осіб. Основні галузі зайнятості: роздрібна торгівля — 16,4 %, виробництво — 16,2 %, освіта, охорона здоров'я та соціальна допомога — 13,4 %, мистецтво, розваги та відпочинок — 12,8 %.